# Бирюльки

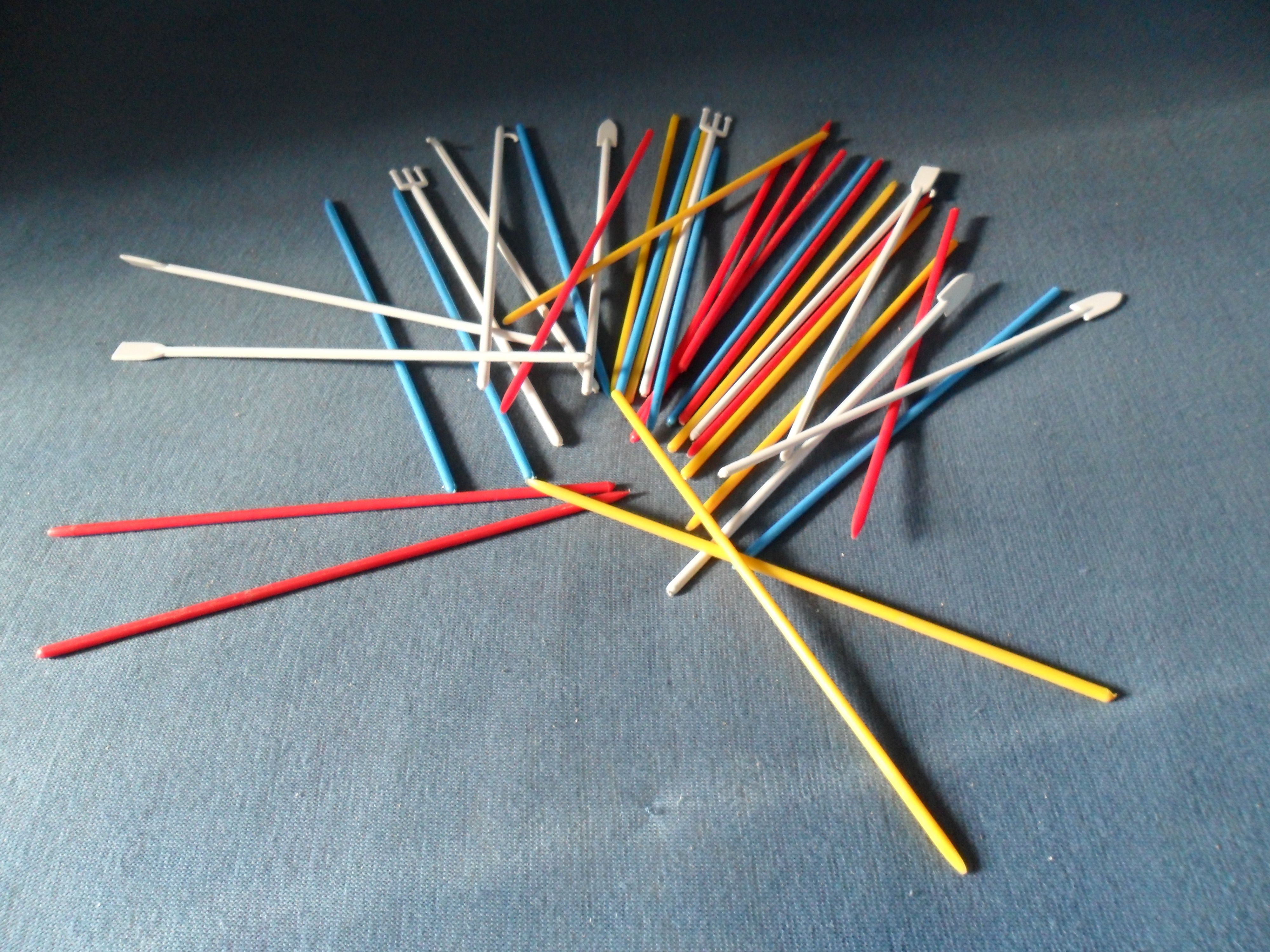
Польские бирюльки — bierki

Бирю́льки (бирюля) — сбор миниатюрных игрушечных предметов (посуды, лесенок, шляпок, палочек и так далее) или палочек, старинная настольная народная игра, распространённая в некоторых странах Восточной Европы.

## История

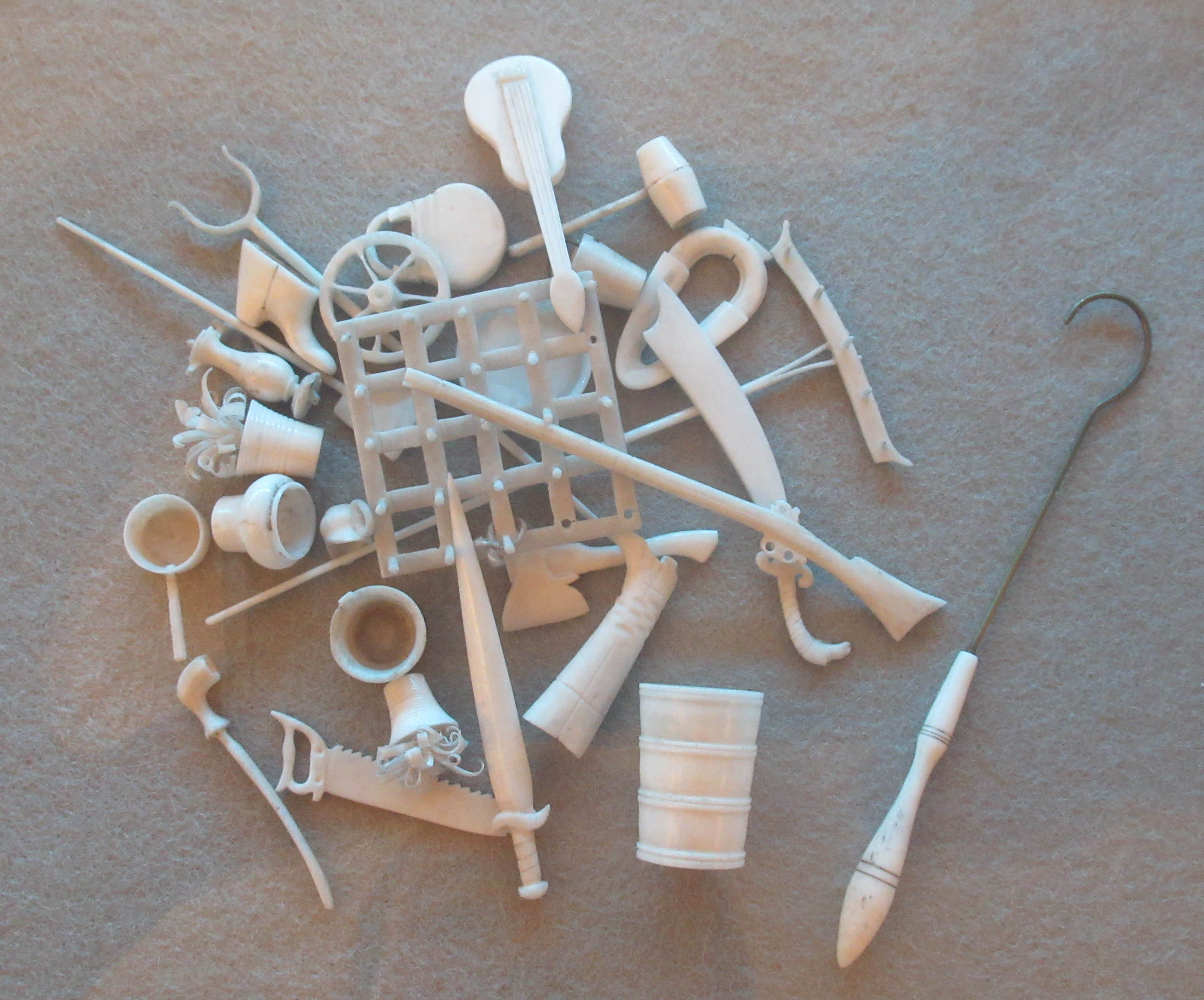
М. И. Перепелкин. Бирюльки. 1895. Собрание Русского музея

Время появления игры неизвестно. Возможно, её правила сформулированы на Востоке, в Китае. В Польше игра (пол. bierki) известна со времён Речи Посполитой (XVIII век). В России были распространены два вида игры: более простой вариант, когда играли палочками, проволочками или соломинками, был популярен в сельской местности. Городской вариант представлял собой набор бирюлек, выточенных на токарном станке. С XIX века игра в затейливые бирюльки, изготовленные из различных пород дерева или слоновой кости, стала одним из распространённых салонных развлечений. К началу же XX века игра приобрела всеобщую популярность. В Москве наборы разнообразных бирюлек в подарочных коробках и шкатулках — часто в виде яблока или другого фрукта или овоща — продавались вместе с коробками шоколадных конфет.

## Правила игры
Сборник «Игры для всех возрастов», изданный до революции 1917 года, указывает, что в набор входят палочки или соломинки длиной от одного до двух вершков, число предметов в наборе варьируется от 60 до 100 (в некоторых источниках указывается 32 предмета). Польская энциклопедия PWN указывает 30—60 предметов в игре.
Смысл игры состоит в том, чтобы из кучки таких игрушек вытащить пальцами или специальным крючком одну игрушку за другой, не затронув и не рассыпав остальных. Чтобы бирюльки было удобно цеплять, их изготавливают в форме предметов, имеющих ушки либо отверстия, — чашек, чайников и так далее. Иногда бирюльки изготавливают в виде кусочков абстрактной формы, в которых просверливают несколько небольших отверстий. В качестве бирюлек можно также, как в самом раннем варианте игры, использовать подручные предметы — палочки из дерева, камыша, кости, соломинки или спички. Известны наборы бирюлек из папье-маше или плетёные из проволоки, тем не менее традиционные бирюльки выполнялись из хорошей древесины, например, груши или карельской берёзы. Иногда палочки делались резными, чтобы при высыпании на стол они не раскатывались по нему. Чем сложнее выточена фигурка, тем больше надо приложить усилий, чтобы правильно вынуть её из общей кучки.
Мастера из деревни Ликино славились умением изготавливать самые миниатюрные предметы для игры в бирюльки, используя простой токарный станок и большие стамески. Эти наборы, умещавшиеся в шкатулке из скорлупы грецкого ореха, не предназначались для игры, а были оригинальным сувениром.

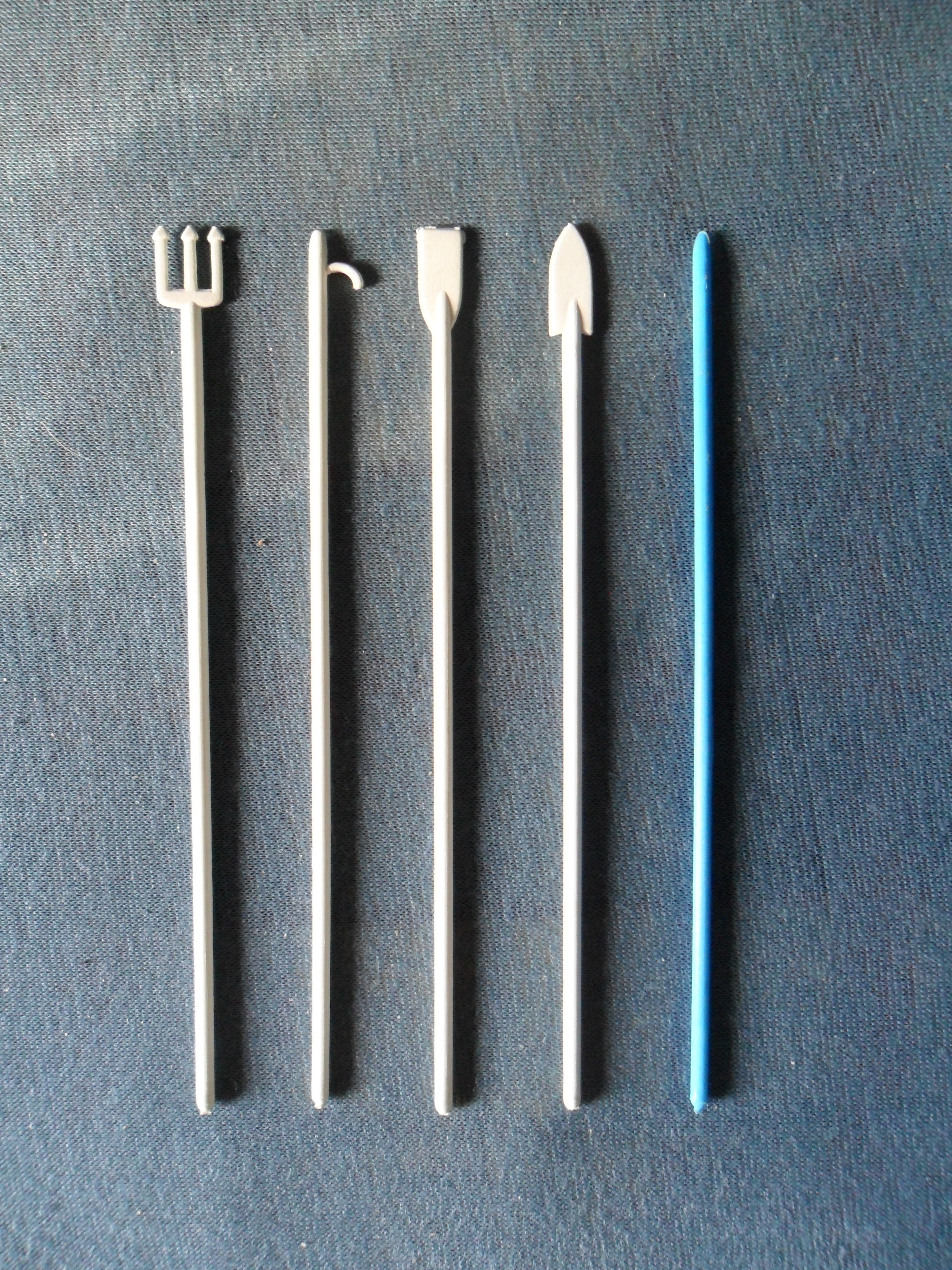
Пять видов фигур в польских берках (слева направо): трезубец, багор, весло, гарпун и копье

Бирюльки высыпаются кучкой на ровную поверхность. Игроки специальным крючком поочередно вынимают по одной бирюльке, стараясь не пошевелить соседние. Пошевеливший соседнюю бирюльку передаёт ход следующему игроку. Игра продолжается до тех пор, пока игроки не разберут всю кучку. Выигрывает игрок, собравший больше всего бирюлек, либо первым набравший заранее оговоренное их количество.
При игре в палочки-бирюльки начинающий сжимает пучок палочек, упирает его нижним концом в стол и разжимает руку. Бирюльки, не упавшие в кучку, откладываются до следующей игры. Игроки поочередно вынимают палочки из кучки, не затрагивая других. Правильно вытянутая палочка остаётся у игрока. Первой палочкой из вороха бирюлек высвобождаются другие. Тот, кто пошевелил другие палочки, передаёт ход следующему игроку. По завершении игры подсчитывается количество палочек у каждого игрока. Ещё один вариант игры предусматривает нанизывание предметов — выигрывает тот, чья вязка из игрушек окажется самой длинной.
Иногда (в польской версии игры) каждый предмет имеет свою «цену», тогда выигрывает тот участник, который собрал наибольшее количество «ценных» предметов. Названия фигур и палочек иногда заимствовались из других настольных игр — шахмат и шашек.
В переносном смысле «играть в бирюльки» — заниматься пустяками, ерундой, оставляя в стороне важное.

## Значение
Специалисты[какие?] отмечают, что игра чрезвычайно полезна для развития ребёнка. Играя в бирюльки, дети учатся коммуникации с партнёрами, через движения пальцев стимулируются речевые центры мозга, они тренируют руку, развивая мелкую моторику и координацию движений, через напряжение и расслабление мышц пальцев, фиксацию положения пальцев на долгое время, переходы от одного типа движения к другому.

## Аналоги
- Игра «Микадо» — аналогичная игра с использованием длинных палочек.